# Szopite
Szopite (bułg. Шопите) – wieś podlegająca administracyjnie pod obszar wsi Krywenik, w środkowej Bułgarii, w obwodzie Gabrowo, w gminie Sewliewo. Według danych Narodowego Instytutu Statystycznego, 31 grudnia 2011 roku wieś liczyła 30 mieszkańców.